# جرج مک‌دونالد فریزر
جرج مک‌دونالد فریزر (انگلیسی: George MacDonald Fraser؛ ۲ آوریل ۱۹۲۵ – ۲ ژانویهٔ ۲۰۰۸) یک فیلم‌نامه‌نویس، نویسنده و رمان‌نویس اهل بریتانیا بود.
وی فیلم‌نامه‌نویس فیلم‌هایی همچون سونیای سرخ و کازانووا بود است.